# Аркаис, Франческо д’
Франческо Д’Аркаис (итал. Francesco D'Arcais; 15 декабря 1830, Кальяри (Сардиния) — 15 августа 1890, Кастель-Гандольфо, Италия) — маркиз, журналист, музыкальный критик, композитор. Один из крупнейших музыкальных критиков XIX века.

## Биография
В 1851 году окончил юридический факультет Туринского университета, занимался одновременно музыкальной композицией под руководством Л. Росси. В том же году начал работать музыкальным критиком. Сотрудничал с престижными итальянскими журналами, такими как «la Rivista contemporanea» и « la Nuova Antologia di Firenze», газетами «la Gazzetta musicale», «Italie», «Trovatore di Milano» и «Illustrazione italiana». С 1853 года — преподаватель Флорентийского музыкального института.
Много лет работал музыкальным критиком газеты «Opinione», отлично владел пером, но писал к сожалению в несколько устарелом направлении, презирая не только Вагнера, но и всё, что выходило из рамок итальянской оперы доброго старого времени. Его интересы были направлены главным образом на оперную музыку, хотя он не пренебрегал опереттой и симфонической музыкой; среди прочего работал над возрождением итальянской инструментальной музыки, способствуя повторному открытию Гайдна, Моцарта и Бетховена, которым он посвятил труд «Studi di Beethoven» (Милан, 1855).
Сочинил несколько музыкальных произведений: в 1858 году по случаю карнавала в театре Россини в Турине была исполнена его комическая опера «I Due Preceptori» , получившая лестные отзывы.
Позже сделал несколько попыток написать оперы, но не имел желаемого успеха.
Был сотрудником «Gazetta musicale» в Милане.
Последнее время жил в Риме, куда последовал за газетой «Opinione» из Турина и Флоренции.